# Tillandsia stipitata
Tillandsia stipitata là một loài thuộc chi Tillandsia. Đây là loài bản địa của Venezuela.